# Eupithecia maerkerata
Eupithecia maerkerata is een vlinder uit de familie spanners (Geometridae). De wetenschappelijke naam van deze soort is voor het eerst geldig gepubliceerd in 1961 door Schütze.
De soort komt voor in tropisch Afrika.